# Козловский уезд
Козловский уезд — административная единица в Тамбовской губернии Российской империи и РСФСР, существовавшая в 1779—1928 годах. Уездный город — Козлов.

## География
Уезд был расположен на северо-западе Тамбовской губернии, граничил с Рязанской губернией. По площади уезд занимал территорию в 5888,6 квадратных вёрст.

## История
Уезд был образован в 1779 году в составе Тамбовского наместничества (с 1796 года — Тамбовской губернии). В 1928 году уезд был упразднен, его территории вошла в состав Козловского округа Центрально-Чернозёмной области.

## Население
Население уезда в 1894 году 398 764 чел.
По переписи 1897 года в уезде было 337 603 жителей (165 085 мужчин и 172 518 женщин). В г. Козлов — 40 297 чел.
По итогам всесоюзной переписи населения 1926 года население уезда составило 533 429 человек, из них городское — 54 250 человек.

## Населённые пункты
В 1893 году в состав уезда входило 831 населённых пунктов, наибольшие из них:
- г. Козлов — 34 558 чел.;
- с. Глазок — 5460 чел.;
- с. Новое Юрьево — 5418 чел.;
- с. Подгорное — 5411 чел.;
- с. Чурюково — 7517 чел.;
- с. Старое Сеславино — 6755 чел.;
- с. Иловай-Дмитриевское — 5173 чел.;
- с. Хмелевое — 5722 чел.;
- с. Малые Пупки — 5367 чел.;
- с. Озерки — 4936 чел.;

## Административное деление
В 1890 году в состав уезда входило 36 волостей:
| № п/п | Волость                | Волостное правление          | Число селений | Население |
| ----- | ---------------------- | ---------------------------- | ------------- | --------- |
| 1     | Бибиковская            | с. Бибиково (Стефановское)   | 18            | 5961      |
| 2     | Боголюбская            | с. Боголюбово (Богородицкое) | 12            | 3610      |
| 3     | Богоявленско-Суренская | с. Богоявленское (Юрнево)    | 24            | 14248     |
| 4     | Вишневская             | с. Вишнёвое                  | 29            | 15759     |
| 5     | Волчковская            | с. Волчек                    | 20            | 3941      |
| 6     | Галицынская            | с. Голицыно (Большая Верда)  | 7             | 3905      |
| 7     | Градско-Стрелецкая     | сл. Стрелецкая               | 14            | 13138     |
| 8     | Екатерининская         | с. Екатеринино               | 16            | 4195      |
| 9     | Епанчинская            | с. Епанчино                  | 11            | 13520     |
| 10    | Жидиловская            | с. Жидиловка                 | 14            | 14508     |
| 11    | Изосимовская           | с. Изосимово                 | 20            | 14546     |
| 12    | Иловай-Дмитриевская    | с. Иловай-Дмитриевское       | 6             | 14256     |
| 13    | Иловай-Рождественская  | с. Иловай-Рождественское     | 11            | 8404      |
| 14    | Никольская             | с. Никольское                | 4             | 2550      |
| 15    | Никольско-Мезинецкая   | с. Мезинец-Верстовка         | 13            | 4886      |
| 16    | Ново-Гаритовская       | с. Новое Гаритово            | 23            | 9684      |
| 17    | Ново-Дегтяновская      | с. Новая Дегтянка            | 7             | 4663      |
| 18    | Ново-Никольская        | с. Новоникольское            | 16            | 6188      |
| 19    | Павловская             | с. Павловка (Покровское)     | 13            | 4780      |
| 20    | Песчановская           | с. Песчаное                  | 25            | 8740      |
| 21    | Покровско-Васильевская | с. Покровско-Васильевское    | 10            | 3696      |
| 22    | Сабуро-Покровская      | с. Покровское                | 11            | 4938      |
| 23    | Сергиевская            | с. Покровское                | 19            | 5370      |
| 24    | Сеславинская           | с. Старосеславино            | 3             | 10525     |
| 25    | Спасская               | с. Спасское (Лепехино)       | 7             | 3888      |
| 26    | Старо-Юрьевская        | с. Юрьево                    | 7             | 10305     |
| 27    | Стежинская             | с. Стёжки                    | 4             | 11706     |
| 28    | Таракановская          | с. Таракановка               | 11            | 3395      |
| 29    | Троицко-Дубровская     | с. Дубровка                  | 16            | 5624      |
| 30    | Тютчевская             | с. Становое (Тютчево)        | 14            | 4102      |
| 31    | Успенская              | д. Дуровка                   | 19            | 5170      |
| 32    | Хмелевская             | сл. Хмелевская               | 18            | 14785     |
| 33    | Хоботец-Богоявленская  | с. Богоявленское (Казинка)   | 6             | 13286     |
| 34    | Челнавская             | с. Челнавое (Дмитриевское)   | 7             | 11142     |
| 35    | Чурюковская            | с. Чурюково                  | 1             | 6879      |
| 36    | Ярославская            | с. Ярославка                 | 7             | 13877     |

В 1913 году в уезде было 37 волостей: упразднена Таракановская волость, образованы Ново-Юрьевская (с. Новоюрьево) и Подгоринская (с. Подгорное) волости.